# Музей современного искусства (Галларате)
Музей современного искусства в Галларате (итал. Museo arte Gallarate, MAGA, ранее итал. Civica Galleria d'Arte Moderna di Gallarate) — художественная галерея в городе Галларате (Ломбардия), открытая в 1966 году; с 2009 году управляется фондом Сильвио Дзанеллы (Fondazione Galleria d’Arte Moderna e Contemporanea Silvio Zanella); в марте 2010 года музей повторно открылся в новом здании площадью в 5000 м²; музейная коллекция насчитывает более 5500 произведений, включая работы Карло Карра и Марио Сирони.

## История и описание
Музей современного искусства был основан в Галларате в 1966 году на базе института, вручавшего премию «Premio Nazionale Arti Visive Città di Gallarate» — организация была создана в 1949 году и действует по сей день. Сегодня в музейном фонде хранится более 5500 произведений искусства — включая картины, скульптуры, инсталляции, книги, фотографии, предметы дизайна и графические работы — дающие панораму основных художественных направлений, существовавших с середины XX века. Постоянная экспозиция следует как хронологическим, так и тематическим критериям, формируясь вокруг трех основных тем: (1) итальянское искусство в период между 1920-ми и 1950-ми годами; (2) спациализм и связанные с ним направления; (3) развитие искусства от 1970-х годов до наших дней. Экспонаты представляются в рамках меняющихся выставок и временных тематических экспозиций.
Среди представленных в коллекции авторов есть такие художники как Карло Карра («Firenze», 1953), Марио Сирони («Alpino e Nave», 1939), Ренато Гуттузо, Эмилио Ведова («L’urto», 1949) и Эннио Морлотти («La pace», 1949); работы Джузеппе Сантомазо, Афро Басальделла, Фердинандо Шеврие, Атанасио Солдати, Энрико Прамполини, Бруно Мунари, Фаусто Мелотти, Лучо Фонтана, Джанни Коломбо и Пьеро Жиларди также представлены в собрании. В специализированной библиотеке, в дополнение к печатным работам по современному искусству, можно ознакомиться с архивами движения за конкретное искусство и мейл-арта. Масштабные временных выставки Амедео Модильяни и Альберто Джакометти сопровождались изданием каталогов с критическими и научными работами. Музей также проводит мероприятия, нацеленные на взаимодействие изобразительного искусства с музыкой, театром и хореографией. В 1998 году в MAGA был создан образовательный отдел, направленный на работу со средними школами региона.